# Persone di nome Björn
| Questa pagina contiene informazioni ricavate automaticamente dalle voci biografiche con l'ausilio del template Bio e di un bot. L'aggiornamento è periodico e automatico e ricostruisce completamente la pagina. Se manca una persona in questa lista, sei pregato di non aggiungerla, ma accertati piuttosto che la sua voce biografica contenga il template Bio e che i dati anagrafici siano correttamente compilati. Se il template Bio manca, inseriscilo tu stesso o, in alternativa, metti l'avviso {{tmp\|Bio}} che ne segnala la mancanza. Se i dati riportati sono sbagliati, correggi direttamente la voce biografica; le modifiche saranno visibili in questa lista entro pochi giorni. Per chiarimenti vedi il progetto antroponimi. La lista contiene solo le 79 persone che sono citate nell'enciclopedia e per le quali è stato implementato correttamente il template Bio. Pagina aggiornata al 16 ott 2024. |

Questa è una lista di persone presenti nell'enciclopedia che hanno il prenome Björn, suddivise per attività principale.

## Allenatori di calcio(1)
- Christer Mattiasson, allenatore di calcio e ex calciatore svedese (Borås, n. 1971)

## Allenatori di pallacanestro(1)
- Björn Harmsen, allenatore di pallacanestro tedesco (Gottinga, n. 1982)

## Arbitri di calcio(1)
- Björn Kuipers, ex arbitro di calcio olandese (Oldenzaal, n. 1973)

## Astisti(1)
- Björn Otto, ex astista tedesco (Frechen, n. 1977)

## Attori(4)
- Björn Andrésen, attore e musicista svedese (Stoccolma, n. 1955)
- Björn Bjelfvenstam, attore svedese (Uppsala, n. 1929)
- Björn Hlynur Haraldsson, attore islandese (Reykjavík, n. 1974)
- Björn Mosten, attore e modello svedese (Dvärsätt, n. 1997)

## Biatleti(1)
- Björn Ferry, ex biatleta svedese (Storuman, n. 1978)

## Calciatori(17)
- Björn Andersson, ex calciatore svedese (Fåglum, n. 1982)
- Björn Andersson, ex calciatore svedese (Perstorp, n. 1951)
- Björn Anklev, ex calciatore svedese (n. 1979)
- Anton Cajtoft, calciatore svedese (Jönköping, n. 1994)
- Karl Corneliusson, ex calciatore svedese (Göteborg, n. 1976)
- Björn De Wilde, ex calciatore belga (Gand, n. 1979)
- Björn Engels, calciatore belga (Kaprijke, n. 1994)
- Björn Jopek, calciatore tedesco (Berlino, n. 1993)
- Björn Kindlund, ex calciatore svedese (Stoccolma, n. 1962)
- Björn Kopplin, calciatore tedesco (Berlino, n. 1989)
- Björn Lindemann, ex calciatore tedesco (Nienburg/Weser, n. 1984)
- Björn Nordqvist, ex calciatore e hockeista su ghiaccio svedese (Hallsberg, n. 1942)
- Björn Runström, ex calciatore svedese (Stoccolma, n. 1984)
- Björn Bergmann Sigurðarson, calciatore islandese (Akranes, n. 1991)
- Sebastian Starke Hedlund, calciatore svedese (Stoccolma, n. 1995)
- Björn Daníel Sverrisson, calciatore islandese (n. 1990)
- Björn Vleminckx, ex calciatore belga (Boom, n. 1985)

## Canoisti(2)
- Björn Bach, canoista tedesco (Magdeburgo, n. 1976)
- Björn Goldschmidt, canoista tedesco (Karlsruhe, n. 1979)

## Canottieri(1)
- Björn van den Ende, canottiere olandese (Naarden, n. 1986)

## Cantanti(3)
- Björn Dixgård, cantante e chitarrista svedese (Falun, n. 1981)
- Andreas Lundstedt, cantante svedese (Uppsala, n. 1972)
- Björn Strid, cantante svedese (Helsingborg, n. 1978)

## Cantautori(1)
- Björn Skifs, cantautore, attore e sceneggiatore svedese (Vansbro, n. 1947)

## Cestisti(1)
- Björn Rohwer, cestista tedesco (Rendsburg, n. 1995)

## Ciclisti su strada(4)
- Björn Johansson, ex ciclista su strada svedese (Vänersborg, n. 1963)
- Björn Leukemans, ex ciclista su strada belga (Deurne, n. 1977)
- Björn Schröder, ex ciclista su strada e ciclocrossista tedesco (Berlino, n. 1980)
- Björn Thurau, ex ciclista su strada tedesco (Francoforte sul Meno, n. 1988)

## Combinatisti nordici(1)
- Björn Kircheisen, ex combinatista nordico tedesco (Erlabrunn, n. 1983)

## Compositori(1)
- Björn Gelotte, compositore e chitarrista svedese (Göteborg, n. 1975)

## Designer(1)
- Björn Dahlström, designer svedese (n. 1957)

## Diplomatici(1)
- Björn Stallare, diplomatico norvegese († 1030)

## Dirigenti sportivi(1)
- Björn Schlicke, dirigente sportivo, allenatore di calcio e ex calciatore tedesco (Erlangen, n. 1981)

## Discoboli(1)
- Ricky Bruch, discobolo, pesista e attore svedese (Örgryte, n. 1946 - Ystad, † 2011)

## Fisiologi(1)
- Björn Jonson, fisiologo svedese (n. 1940)

## Fondisti(1)
- Björn Lind, ex fondista svedese (Österåker, n. 1978)

## Giocatori di football americano(1)
- Björn Werner, ex giocatore di football americano tedesco (Berlino, n. 1990)

## Hockeisti su ghiaccio(1)
- Björn Melin, ex hockeista su ghiaccio svedese (Jönköping, n. 1981)

## Musicisti(1)
- Björn Ulvaeus, musicista e compositore svedese (Göteborg, n. 1945)

## Nuotatori(3)
- Björn Borg, nuotatore svedese (Kinna, n. 1919 - Zurigo, † 2009)
- Björn Seeliger, nuotatore svedese (Celle, n. 2000)
- Björn Zikarsky, ex nuotatore tedesco (Erlangen, n. 1967)

## Paleontologi(1)
- Björn Kurtén, paleontologo e scrittore finlandese (Vaasa, n. 1924 - Helsinki, † 1988)

## Pallavolisti(1)
- Björn Andrae, pallavolista e giocatore di beach volley tedesco (Berlino, n. 1981)

## Pentatleti(1)
- Björn Johansson, pentatleta svedese (n. 1976)

## Piloti automobilistici(1)
- Björn Wirdheim, pilota automobilistico svedese (Växjö, n. 1980)

## Piloti di rally(1)
- Björn Waldegård, pilota di rally svedese (Solna, n. 1943 - † 2014)

## Politici(5)
- Björn Engholm, politico tedesco (Lubecca, n. 1939)
- Björn Höcke, politico tedesco (Lünen, n. 1972)
- Björn Jónsson, politico islandese (n. 1846 - † 1912)
- Björn Rzoska, politico belga (Sint-Niklaas, n. 1973)
- Björn Þórðarson, politico islandese (n. 1879 - † 1963)

## Produttori discografici(1)
- Björn Yttling, produttore discografico e musicista svedese (Umeå, n. 1974)

## Registi(1)
- Björn Runge, regista e sceneggiatore svedese (Lysekil, n. 1961)

## Scacchisti(1)
- Björn Thorfinnsson, scacchista e giornalista islandese (n. 1969)

## Schermidori(2)
- Björn Hübner-Fehrer, schermidore tedesco (Tauberbischofsheim, n. 1986)
- Orvar Jönsson, ex schermidore svedese (Malmö, n. 1950)

## Sciatori alpini(2)
- Björn Jakobsson, ex sciatore alpino svedese (n. 1959)
- Björn Sieber, sciatore alpino austriaco (Schwarzenberg, n. 1989 - Schwarzenberg, † 2012)

## Scrittori(1)
- Björn Larsson, scrittore e francesista svedese (Jönköping, n. 1953)

## Sovrani(4)
- Björn at Haugi, sovrano norrena
- Björn Ragnarsson, re norrena
- Björn III di Svezia, sovrano norrena (Gamla Uppsala)
- Björn Farmann Haraldsson, re norvegese (Tønsberg, † 927)

## Tennisti(2)
- Björn Borg, ex tennista svedese (Stoccolma, n. 1956)
- Björn Phau, ex tennista tedesco (Darmstadt, n. 1979)

## Velisti(1)
- Björn Dunkerbeck, velista danese (Ribe, n. 1969)

## Senza attività specificata(2)
- Björn Ferm, ex pentatleta svedese (Jönköping, n. 1944)
- Björn Thofelt, ex pentatleta svedese (Stoccolma, n. 1935)